# Nebbi (district)
Le district de Nebbi est un district du nord-ouest de l'Ouganda. Sa capitale est Nebbi. Une autre ville importante est Pakwach, près de laquelle se trouve un pont sur le Nil Blanc.

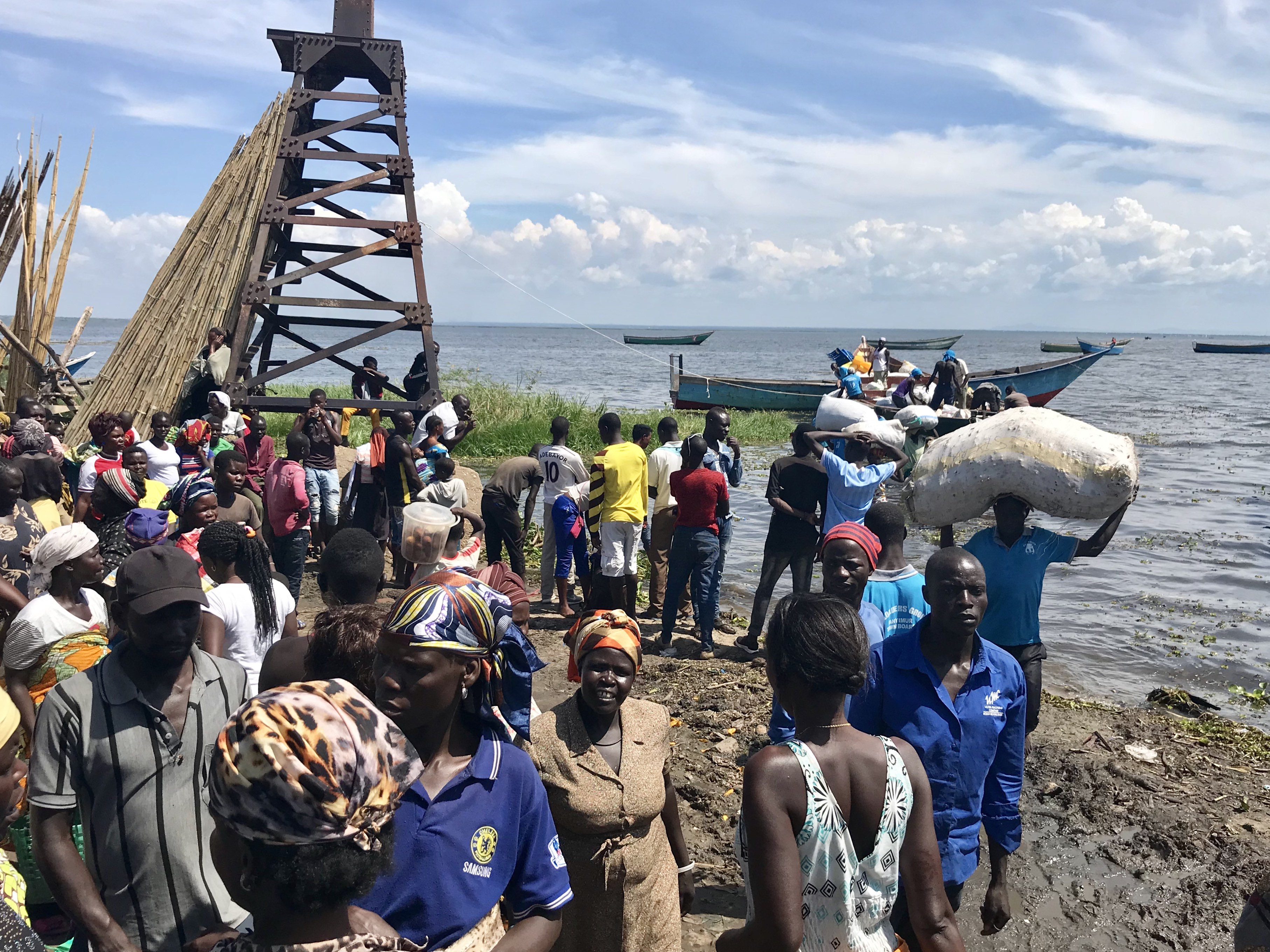
Retour de pêche à Panyimur, à l'extrémité du Lac Albert (2018).

## Histoire
En 2010, le district a été amputé de sa partie ouest, qui est devenue le district de Zombo.